# Voleur et demi
Pour plus de détails, voir Fiche technique et Distribution.
Voleur et demi est une comédie belge réalisée par Stéphane Hénocque sortie en 2012 au cinéma.

## Fiche technique
- Titre : Voleur et demi
- Réalisation : Stéphane Hénocque
- Scénario : Stéphane Hénocque, Nicolas Maricq
- Pays d’origine :  Belgique
- Genre : comédie
- Dates de sortie
  - Belgique : 2012

## Distribution
- Quentin Wasteels : Maxime
- Loic Coomans : Bastien
- Albert Jeunehomme : Inspecteur Delalouche
- Renaud Rutten : Luigi Sanantonio
- Cedric Royen : José Sanchez
- Tano Crapanzano: Policier